# Derek Riggs
Derek Riggs (13 februari 1958, Portsmouth) is een Engelse illustrator. Hij is het bekendst van zijn illustraties voor de Britse heavymetalband Iron Maiden.

## Carrière
Riggs is een autodidactische kunstenaar. Hij volgde wel enige tijd lessen aan de kunstschool, maar werd weggestuurd omdat hij klaagde over de cursusinhoud.
Riggs meest bekende werk is Eddie the Head, de mascotte van Iron Maiden.
Naast zijn werk voor Iron Maiden leverde Riggs ook illustraties voor andere artiesten en bands. De bekendste daarvan is de tributeband The Iron Maidens. Voor Iron Maiden zanger Bruce Dickinson ontwierp hij de tekeningen voor diens soloalbum Accident of Birth.

## Boek (met illustraties)
- Run for Cover, the art of Derek Riggs (2006)